# Жукова Дар'я Олександрівна
Дар'я Олександрівна Жукова (рос. Да́рья Алекса́ндровна Жу́кова), нар. 8 червня 1981 року в Москві, Росія) — російська філантропка, підприємець, модель, дизайнер і редактор журналу, співвласник компанії «Kova & T».
Відома своїми відносинами з російським мільярдером і колишнім губернатором Чукотки — Романом Абрамовичем, якими британська преса пояснює його розлучення з дружиною.

## Життєпис
Народилася в Москві в 1981 році. Батько Олександр Жуков (Радкін) (РИА «Новости» з посиланням на українську медіагрупу «Завтра» повідомляє, що справжнє ім'я батька — Олександр Шайяборховіч Радкін (пізніше взяв прізвище дружини), видатний бізнесмен Росії, нафто-магнат і незаконний торговець зброєю. Мати — Олена Жукова, російський учений, професор молекулярної біології Каліфорнійського університету, тепер у відставці. Мати Дарини єврейка і Дарина визначає тісніші стосунки з релігією своєї матері.
Її батьки розлучилися, коли їй було 10 і вона з матір'ю переїхала в США. Вона жила в Х'юстоні, штат Техас, на початку 90-х і виросла в Лос-Анджелесі, штат Каліфорнія. Даша навчалась в єврейських денних школах в Каліфорнії. Вона з відзнакою закінчила Університет Каліфорнії в Санта-Барбарі з вищою освітою в області славістики і літератури. Вона повернулася в Москву, а потім переїхала до Лондона.
У 2008 році Даша заснувала фонд «IRIS», некомерційну організацію, спрямовану на просування сучасної культури.
За допомогою «IRIS», Жукова і її міжнародний координатор Моллі Дент-Броклхерст запустили арт-проект московського Центру сучасної культури «Гараж» (рос. Центр современной культуры «Гараж»), який став видним місцем для сучасного мистецтва. Він розташований в одному з архітектурних будівель-шедеврів Росії (оформлений в 1926 році архітектором Костянтином Мельниковим). На презентації центру, що відбулася в червні 2008 року, були присутні власник «Крістіз» Франсуа Піно, директор музею сучасного мистецтва Лондона «Tate Modern» Ніколас Серота, директор Ермітажу Михайло Піотровський, бізнесмен Олександр Мамут, глава «Альфа-груп» Михайло Фрідман, член Ради федерації Володимир Слуцкер.
Планується відкриття супутника проекту на острові Нова Голландія, — недавньої покупки романтичного партнера Жукової, мільярдера Романа Абрамовича. На додаток до підтримки Гараж, IRIS Фонд дозволяє Даша продовжити і виконати мистецтв проектів по всій світу, в тому числі виставка Sciame ді Гектор Замора в dirigibili — Венеція, який був представлений на Венеціанській Бієнале 2009. У листопаді 2009 року під головуванням Жукова 30-річчя MOCA в Гала, яка включала виступи Леді Гага і Великого театру.
У 2006 році Жукова, разом з другом дитинства Крістіною Тан, стала співзасновником компанії, що випускає одяг під маркою «Kova & T». У 2007 році марка була представлена в більш ніж 80 магазинах світу, одяг «Kova & T» носили актриси Кейт Мосс, Міша Бартон, сестри Олсен. Компанія нещодавно оголосила про співпрацю з «Urban Outfitters».
У лютому 2009 року, Дашу було назначено головним редактором журналу «Поп» (журнал про моду). Вона звільнилась з цієї посади менше двох років тому, у листопаді 2010 року.

## Сім'я
Колишня подруга тенісного чемпіону світу номер 1, Марата Сафіна. Пару розійшлася наприкінці 2005 року.
У лютому 2005 року на вечірці після матчу «Челсі» у Барселоні познайомилася з російським олігархом і губернатором Чукотського автономного округу Романом Абрамовичем. Ряд ЗМІ називає Жукову подругою Абрамовича, пов'язуючи з цим знайомством його розлучення з дружиною.
5 грудня 2009 Жукова народила хлопчика, Аарона Олександра Абрамовича, — шосту дитину Р.Абрамовича, про що повідомляла газета «The Daily Mirror».

## Санкції
19 жовтня 2022 року додана до санкційного списку України.